# Skulptur im Laeiszhof

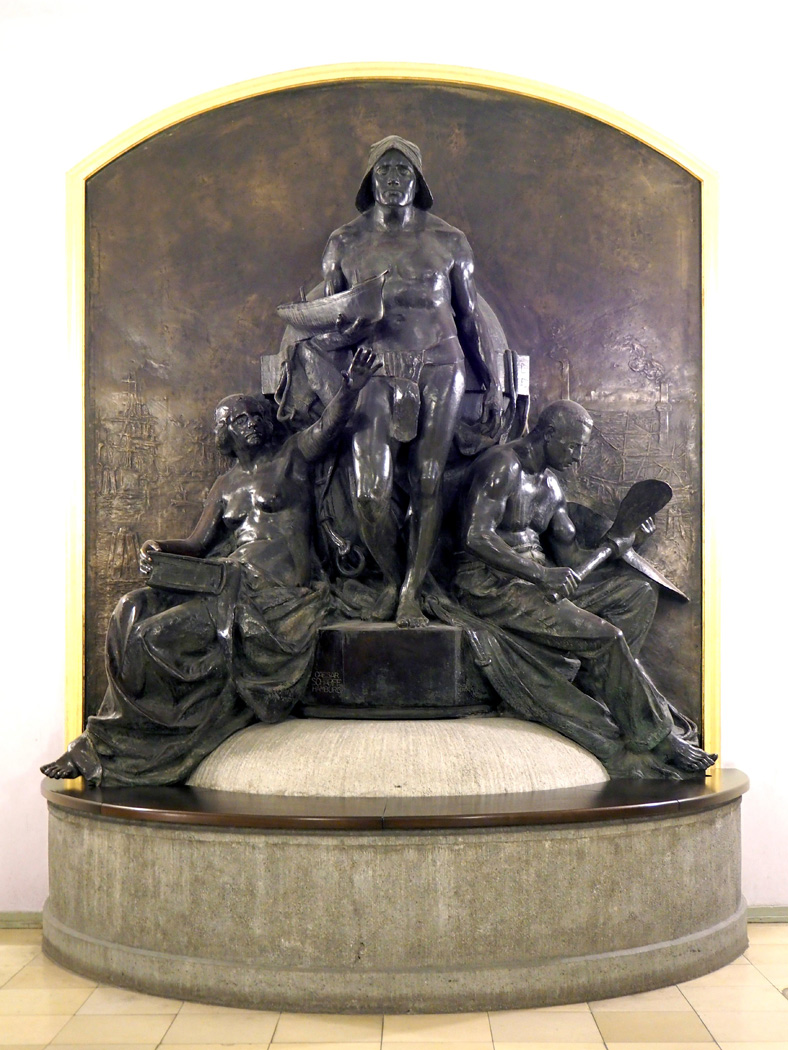
Die Figurengruppe in der Eingangshalle des Laeiszhofs

Die Skulptur im Laeiszhof (Laeiszdenkmal) ist eine monumentale Figurengruppe, die in der Eingangshalle des Laeiszhofs in der Hamburger Altstadt steht. Die Reederei F. Laeisz bestellte sie für ihr Kontorhaus, wo sie im Jahr 1903 aufgestellt wurde. Geschaffen hat sie der Bildhauer Caesar Scharff (1864–1902), der die Aufstellung nicht mehr erlebte. Das Kunstwerk ist den Reedern von „Hamburgs Handel und Schifffahrt“ gewidmet und ehrt die damit verbundenen Berufe.

## Beschreibung
Die dominierende Figur ist ein Mann, der auf einem Sockel in der Mitte steht und den Seemannsberuf symbolisiert. Er ist nur mit einem Lendenschurz und einem Südwester bekleidet und sein Blick richtet sich in die Ferne. Im rechten Arm trägt er ein Schiffsmodell.
Auf dem Sockel sitzt links eine Frauenfigur mit einem Buch auf dem Schoß. Sie stellt das Versicherungswesen dar, einen wichtigen Geschäftszweig der Firma Laeisz. Ihr linker Arm ist erhoben, wie zum Schutz des dahinter stehenden Seemanns.
Rechts sitzt ein Mann mit einer Schiffsschraube in den Händen, unschwer als Werftarbeiter zu erkennen. Sein Blick ist auf das Werkstück gerichtet.
Die Figuren lassen sich auch als Allegorien der Bürgertugenden Kraft (Seemann), Fleiß (Werftarbeiter) und Fürsorge (Frauenfigur – Versicherung) deuten.
Der Hintergrund der Dreiergruppe wird von einer Rückwand gebildet, auf der Reliefs mit Hafenszenen zu sehen sind. Unter anderem ist die „Preußen“ dargestellt, ein Schiff der Reederei Laeisz, das damals als größter Segler der Welt galt.

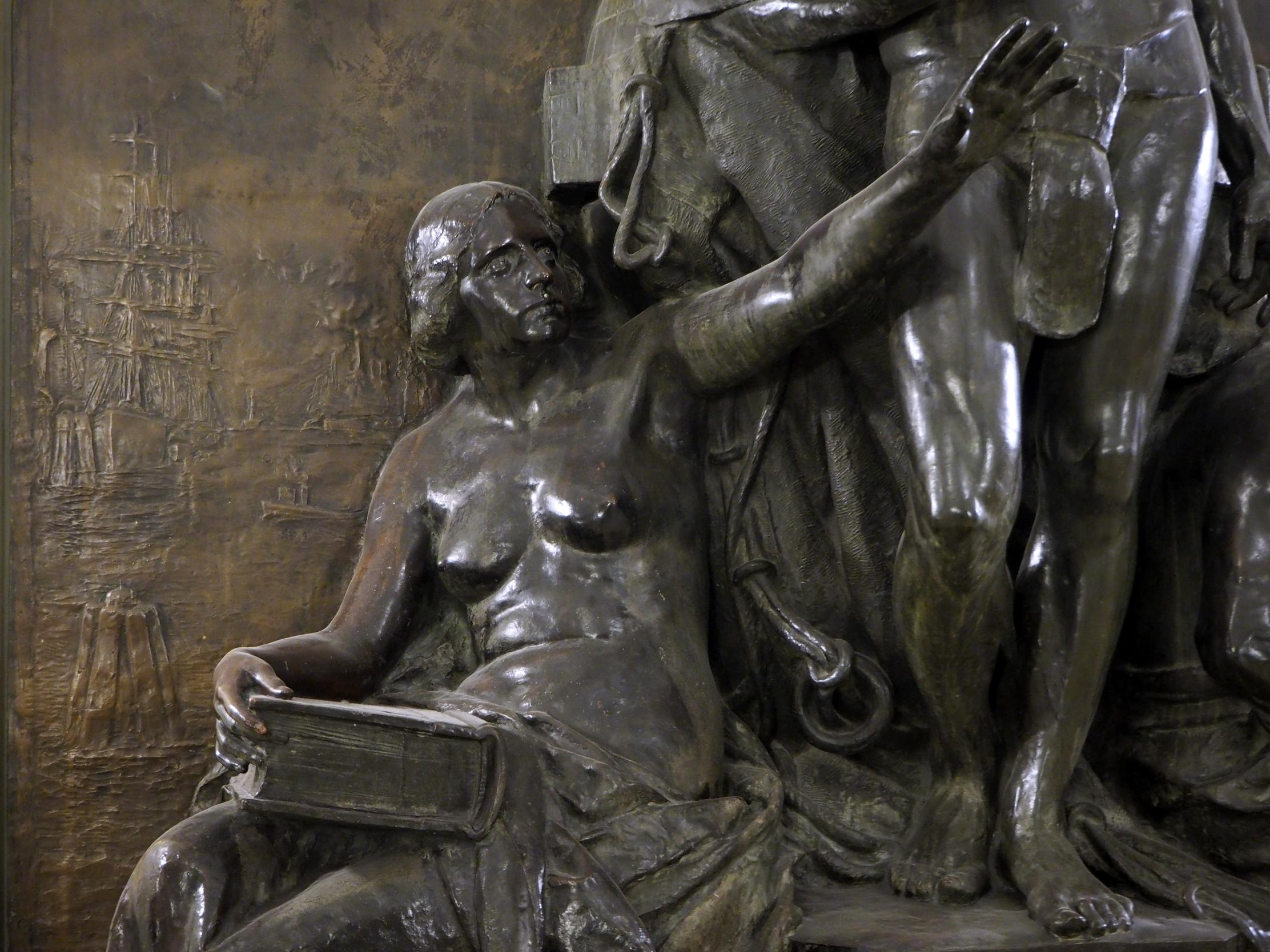
Frau (Versicherungswesen)
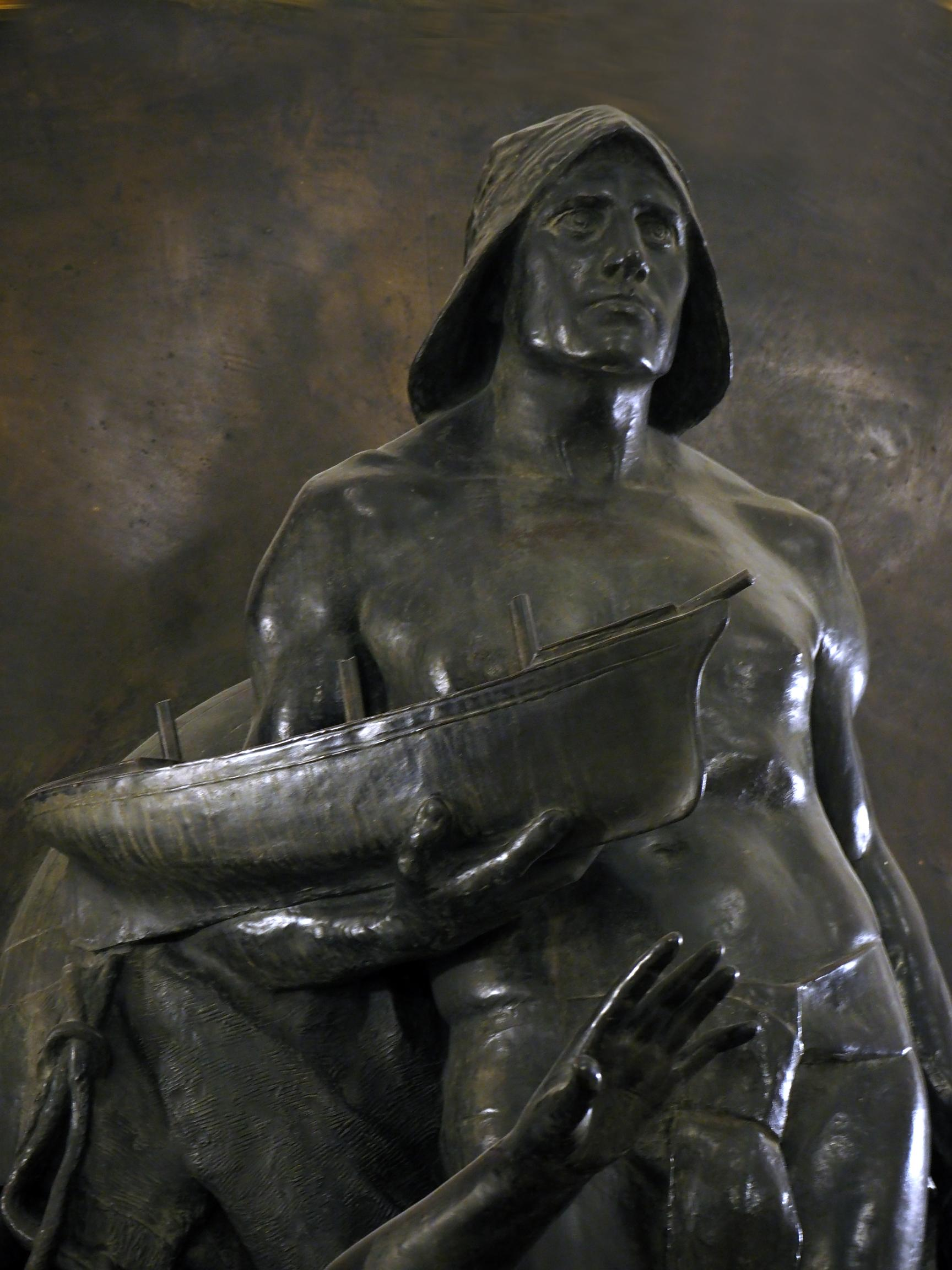
Seemann
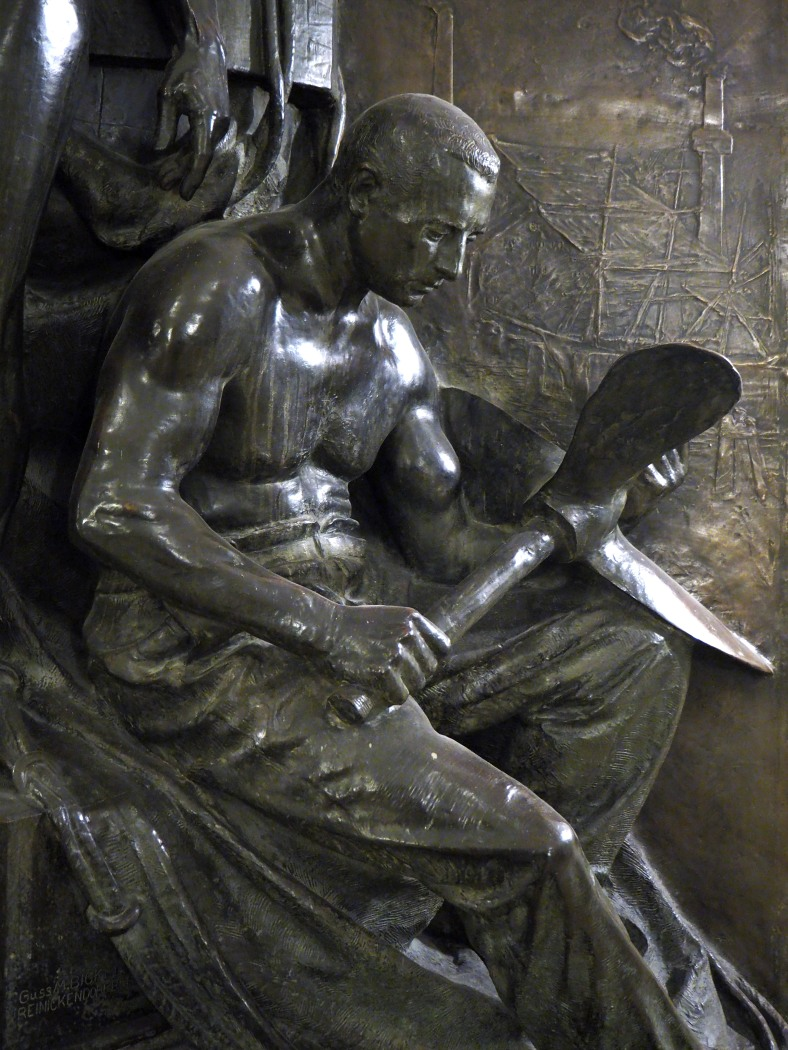
Werftarbeiter